# Куманту
Куманту (фр. Koumantou) — город в южной части Мали, в области Сикасо недалеко от ивуарийской границы.

## История
В состав коммуны входят 38 деревень, площадь которых составляет 1268 км². По состоянию на 2009 год в коммуне проживало 51 348 человек.  Экономика коммуны в значительной степени связана с сельским хозяйством, в основном за счёт проса, кукурузы, сорго, арахиса и хлопка. В городе расположена фабрика по переработке хлопка, принадлежащая Compagnie malienne pour le développement du Textile (CMDT)
Фестиваль музыки и традиционного танца, организованный Ассоциацией развития коммуны Кумантоу (ADAKOM), проходил с 19 по 22 мая 2005 года в деревнях Куманту, Ниамала и Кола. На фестивале были отмечены такие традиционные инструменты, как буру, мполон и балафон. 